# Szpinalów
Szpinalów – wieś w Polsce położona w województwie łódzkim, w powiecie radomszczańskim, w gminie Kamieńsk, przy drodze wojewódzkiej nr 484 z Bełchatowa do Kamieńska.
W latach 1975–1998 miejscowość administracyjnie należała do województwa piotrkowskiego.